# Fukomys anselli
Fukomys anselli és una espècie de mamífer rosegador de la família de les rates talp. És endèmica de Zàmbia. Es tracta d'un animal social de vida subterrània que viu en colònies de fins a dotze exemplars. El seu hàbitat natural són els matollars de sabana. Està amenaçada per la caça excessiva. Originalment fou descrita com a espècie del gènere Cryptomys. Aquest tàxon fou anomenat en honor del mastòleg britànic William Frank Harding Ansell.